# Henri Cornet
Henri Jardy, llamado Henri Cornet (Desvres, 4 de agosto de 1884 - Prunay-le-Gillon, 18 de marzo de 1941) fue un ciclista francés de principios del siglo XX, que ganó el Tour de Francia 1904, con apenas diecinueve años de edad, siendo hasta la actualidad el ganador más joven de la historia de la prueba.

## Palmarés
1904
- Tour de Francia, más 1 etapa

1906
- París-Roubaix

## Resultados en Grandes Vueltas
Durante su carrera deportiva ha conseguido los siguientes puestos en las Grandes Vueltas:
| Carrera         | 1904 | 1905 | 1906 | 1907 | 1908 | 1909 | 1910 | 1911 | 1912 | 1913 |
| --------------- | ---- | ---- | ---- | ---- | ---- | ---- | ---- | ---- | ---- | ---- |
| Giro de Italia  | X    | X    | X    | X    | X    | -    | -    | -    | -    | -    |
| Tour de Francia | 1.º  | Ab.  | Ab.  | Ab.  | 8.º  | Ab.  | 16.º | 12.º | 28.º | -    |
| Vuelta a España | X    | X    | X    | X    | X    | X    | X    | X    | X    | X    |